# Jeunes libéraux-radicaux suisses
Pour les articles homonymes, voir JFS (homonymie) et JLR.
Les Jeunes libéraux-radicaux suisses (abrégé en JLRS ou JLR, en allemand : Jungfreisinnige Schweiz, abrégé en JFS, en italien : Giovani liberali radicali svizzeri, abrégé en GLRS et en en romanche : Giuvens liberals svizzers) sont le parti jeune du Parti libéral-radical (PLR).
Les Jeunes libéraux-radicaux suisses sont issus de la fusion entre les Jeunes libéraux suisses et les Jeunes radicaux suisses qui a lieu le 12 avril 2008.

## Description
Les Jeunes libéraux-radicaux suisses sont constitués de sections dans pratiquement tous les cantons, pour un total dépassant les 4 200 membres, âgés de 15 à 35 ans. Indépendant, le mouvement est affilié au PLR et, sur le plan international, au LYMEC.
Le parti dispose de représentants élus sur le plan fédéral, cantonal et communal. Ils sont quatre au Conseil National, soit Andri Silberschmidt, Philippe Nantermod, Christa Markwalder et Christian Wasserfallen, et une au Conseil des États, Johanna Gapany.
Le parti défend une vision libérale.

## Historique
Le parti est issu de la fusion des jeunes radicaux et des jeunes libéraux en 2008, soit un an avant le parti-mère. Les jeunes radicaux ont été fondés en 1928.

### Président
- Depuis 2024 : Jonas Lüthy (BS)
- 2019 - 2024 : Matthias Müller (ZH)[6]
- 2016 - 2019 : Andri Silberschmidt (ZH)[7]
- 2013-2016 : Maurus Zeier (LU)[8]
- 2012-2013 : Maurus Zeier (LU) et Philippe Nantermod (VS)[9]
- 2010 - 2012 : Brenda Mäder (TG)[10],[11]

## Organisation
Le Congrès est l'organe suprême des Jeunes libéraux-radicaux. Il se réunit une fois par année (normalement au printemps). Le Congrès élit individuellement les membres du Comité Directeur et vote les papiers politiques stratégiques qui forment le manifeste.
Durant l'année, l'Assemblée des Délégués se réunit quatre fois et décide des affaires courantes, par exemple adopte les positions du parti sur les votations populaires. Le Comité est responsable de toutes les autres affaires courantes.

## Positionnement politique

### Opposition au PLR
Ils s'opposent au PLR en particulier sur la stratégie énergétique, sur l'initiative populaire No Billag et sur la loi sur les mesures policières de lutte contre le terrorisme.

### Référendum contre la loi sur les jeux d'argent
La loi sur les jeux d'argent acceptée par l'Assemblée fédérale prévoit la possibilité de bloquer les sites Internet étrangers proposant des jeux d'argent. Les JLR lancent un référendum en février 2018 ; la loi est finalement acceptée le 10 juin 2018.

### Recul de l’âge de la retraite
Le 5 novembre 2019, les JLR lancent la récolte de signature pour une initiative populaire visant à empêcher l'assèchement du fonds AVS en augmentant dans un premier temps l'âge de la retraite (hommes et femmes) à 66 ans puis en liant celui-ci à l'espérance de vie. Ils déposent l'initiative le 16 juillet 2021 munie de 145 000 signatures.